# Fiorinia pinicorticis
Fiorinia pinicorticis är en insektsart som beskrevs av Ferris 1950. Fiorinia pinicorticis ingår i släktet Fiorinia och familjen pansarsköldlöss. Inga underarter finns listade i Catalogue of Life.